# 木村栄
木村 栄（きむら ひさし、旧字体：榮、1870年10月4日（明治3年9月10日）- 1943年（昭和18年）9月26日）は、日本の天文学者、理学博士。Z項（木村項）の発見者。恩賜賞 (日本学士院)、英国王立天文学会ゴールドメダル受賞者。

## 略歴
石川県石川郡野村字泉野（現・石川県金沢市泉野町）出身。幼い頃に漢学塾を経営する親戚の木村民衛の養子となり、上山小三郎から数学を学ぶ。この時の学友に西田幾多郎がいる。
幼少期より優秀であった木村は、1880年（明治13年）に県立の石川県専門学校に一番で入学し（但し同校開校は1881年）、1885年に赴任した北条時敬に学んで数学に目覚め、1887年に同校が官立の第四高等中学校に転換すると飛び級で同校本科第二部（理科・工科）に進み、今川覚神より天文学を学んで、1889年に首席で卒業した。
同年、東京帝国大学理科大学星学科に入学し、寺尾寿に位置天文学を、田中舘愛橘に地球物理学を学んだ。
1892年（明治25年）に大学院に進み、震災予防調査会の命を受けた田中舘愛橘教授の下で全国地磁気測量を始め、1895年に、嘱託として「緯度変化観測方」となり、緯度観測を行った。同年、万国測地学協会の総会において、世界6か所で国際緯度観測を行う事業が決まり、翌1896年、田中舘とともに日本の観測地として岩手県胆沢郡水沢町を選定。1898 年（明治31年）1月には、日本初の海外観測となるインドでの皆既日食観測に寺尾寿、平山信、水原準三郎とともに出張。同年7月、ドイツ帝国で開かれた万国測地学協会総会に田中舘とともに出席し、観測する星の選び方を提案し、採用される。
1899年（明治32年）に帰国し、水沢緯度観測所（現・国立天文台水沢VLBI観測所）の所長に就任。1902年（明治35年）1月にZ項の発見論文を発表し、国際的に認められ、1904年理学博士号を取得。1906年（明治39年）9月、ハンガリー国ブダペストにて開催された第15回万国測地学協会総会に陸軍少将田坂虎之助とともに参列。1911年（明治44年）第一回学士院恩賜賞を受賞。
国際緯度観測事業中央局を務めていたドイツが1918年（大正7年）の第一次世界大戦の敗戦より中央局を続けられなくなり、1922年に木村の水沢観測所が中央局に推挙され、中央局長に就任する。1925年（大正14年）、帝国学士院会員となる。1935年に国際緯度観測事業観測結果報告書第7巻を発行し、翌年中央局長を辞任、中央局はイタリアに移った。同年、王立天文学会ゴールドメダルを受賞、翌1937年（昭和12年）に第1回文化勲章を受章した。受賞のコメントは水沢の観測所官舎で行っている。1941年まで水沢緯度観測所に在職し、同年、国際緯度観測事業観測結果報告書第8巻を発行した。
持病の喘息が悪化し、1943年（昭和18年）、東京都世田谷区の自宅で死亡、72歳。墓所は多磨霊園。

## 業績
1902年（明治35年）に緯度変化のZ項を発見した。

## 家族
- 実父・篠木庄太郎 - 菜種油の生産や酒造りなどを手広く商う素封家で、石川郡の郡会議員も務めた。[2]
- 養父・木村民衛 - 1867年に木村塾を開き、約2000人の門弟を育てた。子がなく、榮を養子とした。[2]
- 妻・真佐喜 - 石川県士族・島倉勝則長女
- 長女・伊登子は物理学者の茅誠司と結婚したので[8]、茅は木村の娘婿にあたる[8]。
- 工学者の茅陽一と化学者の茅幸二は孫[8]。

## 著書
- 『緯度観測所に就て』（1908年）
- 『緯度変化に就て』（臨時緯度観測所、1908年、近代デジタルライブラリー）

## 水沢での評価
水沢VLBI観測所がある岩手県奥州市水沢では、この業績をたたえ、「Z」の文字を色々なところに使っている。
- 奥州市文化会館（通称：Zホール）
- 奥州市立水沢小学校、奥州市立水沢中学校、岩手県立水沢工業高等学校の校章にZの文字が入っている。
- 水沢総合体育館（通称：Zアリーナ）
- 勤労青少年ホーム（通称：ヤングZ）
- みずさわ観光物産センター（通称：Zプラザアテルイ）
- 奥州市コミュニティバス（通称：Zバス）
- 日本宇宙少年団・水沢Z分団

## 逸話
- 月の裏にあるキムラクレーター（Kimura、1970年命名）の命名は、木村栄の功績を称えてのものである。
- 宮沢賢治の童話『風野又三郎』（『風の又三郎』の先駆作品の一つ）には、水沢の緯度観測所でテニスに興じる「木村博士」が登場する場面がある。賢治自身が水沢緯度観測所をたびたび訪問しており、その際の見聞に基づくものと考えられている。
- 夏目漱石は『学者と名誉』（1911年）という小論において、木村の表彰によって、木村のみを称揚し、その他の学者に配慮のない帝国学士院とそれをただ徒に吹聴する新聞雑誌の姿勢を批判している[12]。
- 早くかつ正確な暗算とそろばん術を身に付けており、全ての研究の計算に使われたのはそろばんであった[13]。
- 金沢市が設置する金沢ふるさと偉人館で、金沢ゆかりの偉人として紹介されている[14]。
- 出生地である泉野町近辺を校区とする金沢市立泉野小学校の敷地内には、彼の銅像がある[14]。また校区が隣接する金沢市立十一屋小学校には、歴史記念室の一画に彼の展示コーナーがある[14]。
- 出生地の近くにある泉野櫻木神社の標柱の字は、木村が書いたものである[14]。